# Dmitríevo-Polivànovo
Dmitríevo-Polivànovo - Дмитриево-Поливаново (rus) és un poble de l'óblast de Penza. Rússia. El 2010 tenia 18 habitants.